# Los Cinco lo pasan estupendo
Los Cinco lo pasan estupendo es un libro de la escritora británica Enid Blyton escrito en 1952. Corresponde al 11º libro de la colección de Los Cinco. En este libro retorna el personaje de Jo, la pilluela que aparecía en Los Cinco frente a la aventura.

## Argumento
Los Cinco se marchan de vacaciones en unos carromatos que les han prestado unos amigos, a Faynights Field, en las cercanías de las ruinas del Castillo de Faynights. Están preocupados por las noticias de la desaparición de varios científicos, amigos de tío Quintin. A los pocos días, unos feriantes acampan en las proximidades, y las relaciones con ellos son malas, pues reaccionan de forma hostil frente a los chicos, incluso les desplazarán sus carromatos a otra zona. Casualmente, encuentran en el campamento de los feriantes a su amiga Jo. Al descubrir que son amigos de Jo, la relación entre los feriantes y los niños cambia, permitiendo a éstos acampar juntos. 
Mientras Dick                                                                      mira el castillo con los prismáticos de Jorge, le parecerá ver una cara en la ventana de una torre, y la cara tiene un fuerte parecido con Derek Terry-Kane, uno de los dos científicos desaparecidos. Al visitar el Castillo de Faynights, se dan cuenta de que es imposible subir a la torre donde han visto la cara, porque está bloqueada con escombros. La aparición repentina de Tim, al que no le habían permitido la entrada, hace suponer a los chicos la presencia de un pasaje secreto. 
Por la noche, acompañados por Jo, encuentran el pasaje secreto que los lleva a la torre, allí encuentran a Terry-Kane, que ha sido capturado por el otro científico desaparecido, Pottersham. Antes que puedan escapar, escuchan ruidos y Jo sale a investigar. Han llegado Pottersham y sus hombres, que encierran a los Cinco en la torre y atan a Jo, dejándola en una pequeña habitación. La chica rompe sus ligaduras con la ayuda de un cuchillo oxidado, y regresa al campamento en busca de ayuda. Así, con la ayuda de los feriantes captura a un científico que merodeaba el campamento, y con Beauty, la pitón, y los feriantes, acorralan a Pottersham y sus cómplices. 
Cuando regresan al campamento con Terry-Kane, descubrirán que el científico capturado por los feriantes era Quintín, preocupado por su compañero secuestrado.

## Personajes
- Los Cinco: Julián, Dick, Jorge, Ana y Tim.
- Jo (amiga de los Cinco)
- Alfredo el tragallamas (Feriante, tío de Jo)
- Bufflo (experto en látigos y cuchillos)
- Skippy (mujer de Bufflo)
- Mr Slither (domador de serpientes)
- Jekky, el hombre de las ligaduras (escapista de la feria)
- Mr India Rubber (elástico hombre de goma de la India)
- 'Beauty' (amistosa serpiente pitón)
- Derek Terry-Kane (científico amigo de Quintín, de cejas prominentes)
- Jeffrey Pottersham (científico que escribe libros sobre ruinas)
- Quintin Kirrin
- Fanny Kirrin
- Ricardo

## Lugares
- Faynights Field
- Castillo de Faynights
- Tinkers' Green